# 近海镇
近海镇，是中华人民共和国江苏省南通市启东市下辖的一个乡镇级行政单位。

## 行政区划
近海镇下辖以下地区：
公益村社区、向阳镇社区、塘芦港村、临海村、爱民村、大圩村、海丰镇村、川流港村、杨香圃村、合兴圩村、利民村、黄海村、东进村、小闸口村、海界村、协兴港村、向阳村、新阳村、建东村、向北村和向西村。